# Winchuck River
Der Winchuck River ist ein kurzer Fluss in Oregon in den Vereinigten Staaten, der durch den Siskiyou National Forest zum Pazifischen Ozean fließt. Von seinem Ursprung in der Nähe von Elk Mountain fließt der Fluss stetig nach Westen und mündet an der Crissey Field State Recreation Site ins Meer, etwa einen Kilometer nördlich der Bundesstaatsgrenze zwischen Oregon und Kalifornien und etwa acht Kilometer südlich von Brookings. Die Herkunft des Namens ist ungewiss; möglicherweise handelt es sich bei winchuck um einen Ausdruck aus dem Chinook Jargon für windy water, als stürmisches Wasser. Möglich ist auch, dass der Name von der lokalen indigenen Bezeichnung für eine Frau abgeleitet ist.
Er wird im Süden des Curry Countys gebildet aus seinem East Fork und dem Bear Creek. Direkt unterhalb davon mündet linksseitig der Salmon Creek, dann folgen von rechts Elk Creek und Deer Creek. Weiter unterhalb strömen ihm, jeweils von links, Moser Creek und South Fork Winchuck River zu. Der Fluss verlässt dann Oregon für eine kurze Strecke und verläuft innerhalb des Del Norte Countys in Kalifornien, bevor der Flusslauf nach Oregon zurückkehrt. Der Winchuck River unterquert kurz vor seiner Mündung in den Pazifik den U.S. Highway 101. Die Winchuck River Road verläuft auf einem großen Teil des Flussverlaufes parallel zu diesem auf dem nördlichen Ufer.
Im Hauptast des Flusses leben Königslachse und Silberlachse, Regenbogenforellen und Cutthroat-Forellen. Das Fischen an dem Fluss ist beschränkt, insbesondere am Unterlauf.
Die Wälder im Einzugsgebiet des Flusses umfassen unterschiedliche Vegetationen. darunter Douglasien, Oregon-Ahorn und Erdbeerbäume, typisch für die Southern Oregon Coast Range, die küstennahen Siskiyou Mountains und die Redwood-Zone. Die meisten der verbliebenen Mammutbaumwälder Oregons liegen innerhalb des Einzugsgebietes des Winchuck Rivers.

## Belege
1. ↑  Google Earth unter Verwendung der Quellkoordinaten laut Geographic Names Information System.
2. 1 2  Winchuck River. In: Geographic Names Information System. United States Geological Survey, United States Department of the Interior, 28. November 1980, abgerufen am 23. April 2011 (englisch).
3. ↑  Recreation – Winchuck River. United States Forest Service, 6. August 2007, abgerufen am 25. April 2011 (englisch).
4. ↑  Oregon Atlas and Gazetteer. 1991. Auflage. DeLorme Mapping, ISBN 978-0-89933-347-2, Kap. 17 (englisch).
5. ↑  McGuire, S. 1
6. ↑  McArthur, S. 1049–1050
7. ↑  United States Geological Survey: United States Geological Survey Topographic Map. TopoQuest, abgerufen am 12. April 2011 (englisch). Die relevanten Kartenquadrate sind von der Mündung zur Quelle Mount Emily, Smith River und Fourth of July Creek.
8. 1 2  East Fork Winchuck River, Curry County. Western Rivers Conservancy, archiviert vom Original am 22. März 2012; abgerufen am 24. April 2011 (englisch).  Info: Der Archivlink wurde automatisch eingesetzt und noch nicht geprüft. Bitte prüfe Original- und Archivlink gemäß Anleitung und entferne dann diesen Hinweis.
9. ↑  Sheehan, S. 114
10. ↑  McGuire, S. 13–20

## Zitierte Werke
- Lewis A. McArthur; Lewis L. McArthur (2003) [Erstveröffentlichung 1928]. Oregon Geographic Names (7. Auflage). Portland, Oregon: Oregon Historical Society Press, ISBN 978-0-87595-277-2, S. 100. OCLC 53075956.
- McGuire, Mike (2001). Winchuck River Watershed Assessment (PDF; 1,3 MB). Oregon Department of Fish and Wildlife. Abgerufen am 25. April 2011.
- Madelynne Diness Sheehan: Fishing in Oregon: The Complete Oregon Fishing Guide. 10. Auflage. Flying Pencil Publications, Scappoose, Oregon 2005, ISBN 0-916473-15-5.